# Irina Konstantinowna Fjodorowa

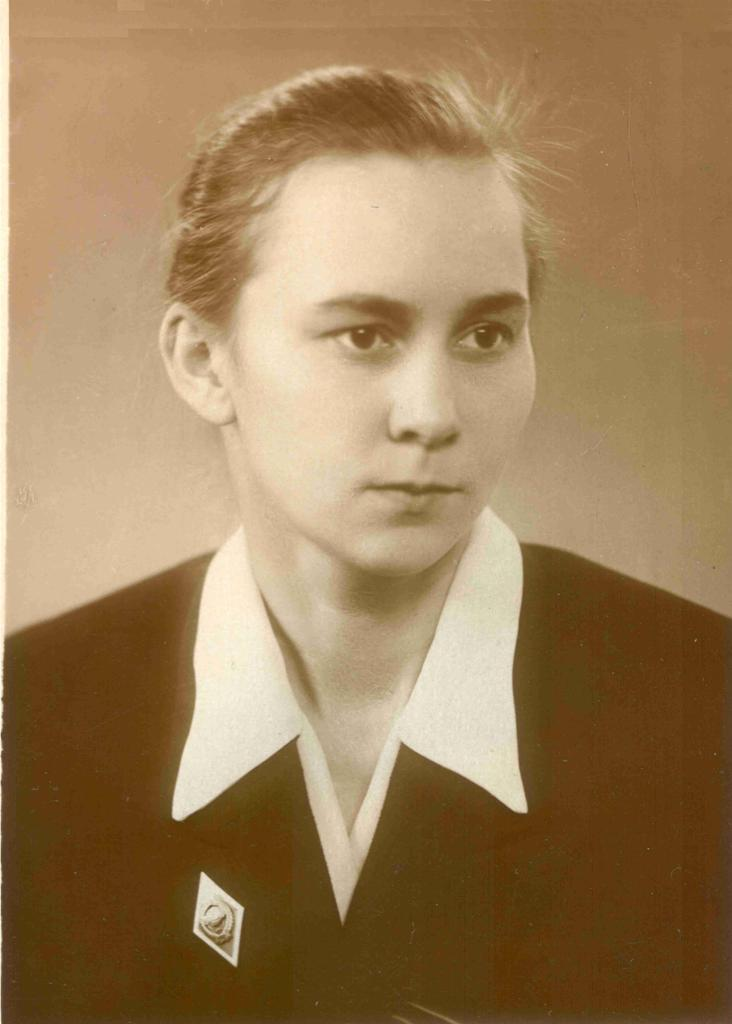
Irina Konstantinowna Fjodorowa

Irina Konstantinowna Fjodorowa, geboren Irina Konstantinowna Moschaiskaja, (russisch Ирина Константиновна Фёдорова; * 28. November 1931 in Leningrad; † 7. Dezember 2010 in St. Petersburg) war eine sowjetisch-russische Historikerin und Ethnographin.

## Leben
Fjodorowas Vater Konstantin Andrejewitsch Moschaiski (1902–1959) arbeitete in einer Druckerei. Ihre Mutter Lidija Romanowna Steinberg (1902–1970) unterrichtete Deutsch in Leningrader Schulen. 1939 wurde Fjodorowa eingeschult an der Schule, in der ihre Mutter unterrichtete. Am 4. Juli 1941 nach Beginn des Deutsch-Sowjetischen Kriegs leitete ihre Mutter die Evakuierung einer Kindergruppe, zu der auch ihre Tochter und zwei Neffen gehörten, aus Leningrad in die Oblast Kirow. Bei der Eisenbahnfahrt durch Ljuban und Malaja Wischera wurde der Zug von der deutschen Luftwaffe beschossen. Die Kinder wurden im Rajon Oritschi in Kinderheimen untergebracht. Fjodorowa kehrte 1945 nach Leningrad zurück und lebte noch ein Jahr in einem Kinderheim.
Fjodorowa studierte an der Universität Leningrad in der Philologischen Fakultät. Das Studium schloss sie 1956 als Romanistin und Französisch-Lehrerin mit Auszeichnung ab.
Ab August 1958 arbeitete Fjodorowa in der Leningrader Abteilung des Miklucho-Maklai-Instituts für Ethnologie der Akademie der Wissenschaften der UdSSR (AN-SSSR, seit 1991 Russische Akademie der Wissenschaften (RAN)). Unter der Leitung Juri Walentinowitsch Knorosows studierte sie die Rapanui-Sprache, die Rongorongo-Schrift und die Folklore der Rapanui. 1964 nahm sie am VII. Internationalen Anthropologie-Ethnografie-Kongress in Moskau teil. 1966 verteidigte sie mit Erfolg ihre Kandidat-Dissertation über die Folklore-Denkmäler der Osterinsel als historische Quelle.
1978 veröffentlichte Fjodorowa eine Monografie mit den Mythen, Sagen und Legenden der Osterinsel, die immer noch die weltweit einzige wissenschaftliche Sammlung der Rapanui-Folklore-Denkmäler ist. Für dieses Werk erhielt sie 1981 den  Miklucho-Maklai-Preis der AN-SSSR. 1987 erschien in Budapest die ungarische Ausgabe. Die Monografie enthält Fjodorowas Übersetzungen von Legenden, die 1956 Thor Heyerdahl in seinen handschriftlichen Heften von der Osterinsel mitgebracht hatte und die von Wissenschaftlern nicht übersetzt werden konnten, so dass Heyerdahl die Kunstkammer um Hilfe gebeten hatte. Heyerdahl veröffentlichte 1965 Fjodorowas Übersetzungen seiner Aufzeichnungen im zweiten Band seines Expeditionsberichts.
Fjodorowa setzte ihre Rapanui-Forschung fort und veröffentlichte 1988 ihre zweite Monografie zu den Mythen und Legenden der Osterinsel mit dem weltweit ersten Rapanui-Wörterbuch und der Übersetzung des Manuskripts E, das Thomas Sylvester Barthel 1974 ohne Übersetzung veröffentlicht hatte. 1994 verteidigte sie ihre 1993 erschienene Doktor-Dissertation über die Kultur der Osterinsel im 19. und 20. Jahrhundert. Mit ihren Untersuchungen zeigte sie, dass die Sprache der Rongorongo-Texte sich deutlich von der modernen Rapanui-Sprache unterscheidet. Das Ergebnis ihrer eigenen Entzifferung der Rongorongo-Hieroglyphen stellte sie 1995 in ihrer Monografie zu den Rongorongo-Tafeln der Kunstkammer vor, wofür sie den Preis des Präsidiums der RAN erhielt. Allerdings ergaben ihre entzifferten Texte keinen rechten Sinn, so dass andere Wissenschaftler ihre Übersetzung ablehnten.
Neben der Kultur der Osterinsel widmete sich Fjodorowna auch den Kulturen der Menschen auf anderen Inseln Polynesiens (Hawaiis Ureinwohner, Māori, Bewohner der Marquesas, Mangarevas, Tahitis, Samoas, Tongas). Ihre über 100 Veröffentlichungen erschienen nicht nur in der Sowjetunion bzw. Russland, sondern auch in den USA, im Vereinigten Königreich, in Frankreich, Deutschland bzw. DDR und Chile.
Seit 1995 war Fjodorowa Mitglied der informellen Arbeitsgruppe Put Predkow (Weg der Vorfahren), die Materialien zu den ersten russischen Weltumseglungen untersuchte und veröffentlichte. Sie wertete Tagebücher und andere Aufzeichnungen Johann Kaspar Horners, Fjodor Iwanowitsch Schemelins, Makar Iwanowitsch Ratmanows und anderer Teilnehmer der Weltumseglung Adam Johann von Krusensterns aus.
Fjodorowa war verheiratet (1961–1964 auf Wunsch des Mannes) mit dem Mikrobiologen Michail Lwowitsch Fjodorow (1933–2002). Ihre Tochter Olga wurde Bibliothekarin und arbeitete an den Büchern ihrer Mutter mit, beispielsweise an dem 2004 erschienenen Buch über die Missionare der Osterinsel mit seltenem Archivmaterial.